# Omoro Sōshi
El Omoro Sōshi (おもろさうし) es una recopilación de poemas antiguos y canciones de Okinawa e Islas Amami, recogida en 22 volúmenes y escrita principalmente en hiragana con algunos simples kanji. Hay 1,553 poemas en la colección, pero muchos están repetidos, siendo el número de piezas únicas de 1,144.
El hiragana utilizado, sin embargo, es una ortografía tradicional que asocia diferentes sonidos para los caracteres de los que sus lecturas normales japonesas. Los caracteres utilizados para escribir Omoro, por ejemplo (おもろ), se escribiría de esta misma manera, pero se pronuncia como umuru en idioma okinawense.
La poesía contenida en los volúmenes se extiende desde el siglo XII, o posiblemente antes, en una compuesta por la Reina de Shō Nei (1589-1619). Aunque formalmente compuesta y registrada en estos tiempos, la mayoría, si no todos se cree que se derivan de tradiciones muy anteriores, como resultado de su lenguaje, estilo y contenido. Los poemas contenidos en la compilación varían, pero siguen un patrón general de la celebración de héroes famosos del pasado, de los poetas y guerreros o para reyes y viajeros. Unos pocos son poemas de amor. Se extienden de dos a cuarenta versos, algunos haciendo un amplio uso de las estructuras de la rima y la copla.

## Etimología
La palabra Sōshi (草紙) significa simplemente una obra escrita, pero los orígenes y el significado de la expresión "Omoro" son más difíciles de alcanzar. Iha Fuyū fue uno de los estudiosos que han marcado a varias palabras asociadas con los oráculos y las canciones divinas. Se deriva aún más el término que se refiere a Omori, una palabra ryukyuense para bosques sagrados. Nakahara Zenchū, por otro lado, ha rastreado hasta el umuru ryukyuense o umui, en el que significa "pensar".
A pesar del verdadero significado ú orígenes del término, sin embargo, es evidente que hay una serie de significados básicos. La omoro sōshi, una "compilación de pensamientos" o de la memoria colectiva, también se asocia con los bosques sagrados y con cantos divinos.

## Historia
El omoro, se dice que es como una forma precursora de la cultura de Ryukyu a distintas expresiones de la música, la danza y la literatura, sino que incorporan a estas tres. Sólo después de siglos de desarrollo, y la influencia de China, Japón, y varias culturas de los Mares del Sur, desarrollaron unas tradiciones distintas de la música, la danza y la literatura, la literatura es el único que se registra con cierta coherencia . Fuera de lo que podría deducirse o reconstruido a partir de la Omoro Sōshi, no queda ningún informe actual de las anteriores formas de música y danza de Ryukyu
Aunque el reflejo de antiguas tradiciones populares, la poesía también refleja los vínculos intrincados que las Ryukyu disfrutaban con otros estados cercanos. Muchas de las islas Ryūkyū, en gran parte cultural y lingüísticamente aisladas, son mencionadas, junto con varios lugares de Japón, China, el sudeste de Asia, y los Mares del Sur.
El Omoro Sōshi fue compilado por primera vez en 1532, y nuevamente en 1613 y 1623, como parte de los intentos del gobierno real para asegurar su legitimidad y poder cultural o espiritual. La primera compilación llegó justo después del reinado de Shō Shin, que consolidó, centralizó, y reformó el gobierno, y el segundo llegó justo después de que las islas Ryūkyū se convirtieran en vasallo directo a Satsuma. En ambas ocasiones, los medios culturales e ideológicos, así como los políticos más mundanos, eran necesarios para asegurar la unidad y mantener una conexión con la tradición y la historia
Sólo un puñado de estudiosos ha estudiado los documentos en una significativa profundidad. Los grandes cambios en la cultura de Ryukyu y el lenguaje en los últimos siglos han hecho de la poesía de difícil acceso y comprensión, e Iha Fuyu (muerto en 1947) y Nakahara Zenchu (muerto en 1964) fueron algunos de los únicos que la estudiaron exhaustivamente. Iha, Nakahara, y varios otros han utilizado la compilación como base para la investigación de antiguas costumbres de la sociedad de Ryukyu. Un minucioso análisis ha arrojado elementos de una base de entendimiento del antiguo gobierno, las estructuras sociales y la religión popular, pero no se puede esperar que una comprensión completa se pueda derivar de la materia.